# The Dance of Reality
The Dance of Reality, Originaltitel La danza de la realidad, ist ein chilenisch-französischer, halbautobiografischer, musikalischer Fantasy-Dramafilm aus dem Jahr 2013, geschrieben, produziert und inszeniert von Alejandro Jodorowsky, mit Brontis Jodorowsky, Pamela Flores und Jeremias Herskovits in den Hauptrollen.  
Der Film wurde bei den Directors’ Fortnight während der Filmfestspiele von Cannes 2013 gezeigt. Der Film basiert auf einem früheren Werk von Jodorowsky, das 2001 auf Spanisch unter dem Titel La danza de la realidad: Psicomagia y psicochamanismo (2001) veröffentlicht wurde.

## Handlung
Der junge Alejandro lebt mit seinen jüdisch-ukrainischen Eltern Jaime und Sara in Tocopilla, Chile. Jaime ist ein Kommunist, der Stalin verehrt und seinen Sohn mit großer Strenge erzieht. Sara singt den ganzen Film über, anstatt zu reden, und glaubt, dass Alejandro aufgrund seiner langen blonden Haare die Reinkarnation ihres Vaters ist. Verärgert über die wahnhaften Ansichten seiner Frau über ihren Sohn und über Alejandros Verhalten, das er als feige und verweichlicht ansieht, schneidet Jaime Alejandro die Haare ab (die in einem scheinbar magischen Realismus als Perücke dargestellt werden) und fordert ihn auf, die Existenz von Alejandro zu verleugnen Gott und unterzieht ihn Prüfungen der Selbstbeherrschung und des Mutes, zu denen es gehört, Kitzeln und Ohrfeigen standzuhalten und sich schließlich einer Zahnoperation ohne Betäubung zu unterziehen. Zufrieden mit der Tapferkeit seines Sohnes gesteht Jaime, dass er Alejandro respektiert, und sorgt dafür, dass er zum Maskottchen der Tocopilla-Feuerwehr gemacht wird.
Alejandro begleitet die Feuerwehr zum Brandort, wo einer der Feuerwehrleute im Haus eingeschlossen wird und verbrennt. Während des anschließenden Trauerzuges stellt sich Alejandro vor, wie er mit der Leiche des Feuerwehrmanns im Sarg liegt, und bricht vor Schreck zusammen. Jaime nimmt ihn mit nach Hause, verbrennt jedoch die Uniform des Maskottchens vor Alejandro. Als dieser aufwacht, nennt seinen Sohn erneut einen Feigling und behauptet, er schäme sich für ihn. Um den anderen Feuerwehrleuten, von denen er befürchtet, dass sie wegen der Feigheit seines Sohnes und seiner jüdischen Herkunft auf ihn herabschauen, seinen eigenen Mut zu beweisen, versucht Jaime, Wasser an Seuchenopfer zu verteilen, die außerhalb der Stadt unter Quarantäne gestellt werden, aber sie töten und fressen seine Esel, und er selbst ist infiziert. Er geht sichtlich infiziert zu seinem Laden zurück, und es kommt zu einer Auseinandersetzung mit der Armee. Als Jaime Krämpfe bekommt und die Armee droht, den Laden niederzubrennen, um die Infektion einzudämmen, betet Sara für Jaimes Genesung und uriniert auf ihn, um ihn zu heilen.
Beflügelt durch seine wundersame Genesung plant Jaime die Ermordung des rechten Präsidenten Carlos Ibáñez del Campo. Er willigt ein, mit einem anderen Kommunisten zusammenzuarbeiten, um Ibáñez auf einer Hundeausstellung zu ermorden. Aber die Waffe versagt und Jaime gibt sich als Held aus, als er zwischen Ibáñez und den Schützen springt. Um an Ibáñez heranzukommen, bittet Jaime als Bezahlung für seinen Heldenmut um einen Job als Pferdepfleger für Bucephalus, das geliebte Pferd des Präsidenten. Jaime vergiftet dann Bucephalus im Rahmen seiner Verschwörung, Ibáñez zu töten. Aber als Jaime Ibáñez mit vorgehaltener Waffe bedroht, sind seine Hände gelähmt.
Die Geschichte kehrt zu Alejandro und Sara zurück. Sara will Alejandro beibringen, keine Angst vor der Dunkelheit zu haben und wie man dafür sorgt, dass die Leute ihn nicht bemerken. Sie sagt ihm, dass sie in ihrem Herzen weiß, dass Jaime lebt und sie beide liebt. Sie binden einen Stein an einen Ballon und lassen ihn los, in dem Glauben, dass er den Weg zu ihm finden wird. Dann wird gezeigt, wie der Stein auf das Dach einer Hütte fällt, in der Jaime lebt. Jaime erwacht und stellt fest, dass er sein Gedächtnis verloren hat, dass er mit einer winzigen Bäuerin zusammenlebt und dass seine Arme in den Farben der Hütte bemalt sind..
Jaime tritt eine lange Heimreise an, wird jedoch von Nazis gefangen genommen und gefoltert. Rebellen befreien Jaime und bringen ihn zu seiner Familie in Tocopilla zurück. Jaimes Hände werden geheilt, als Sara ihm sagt: „Du hast in Ibáñez alles gefunden, was du an Stalin bewundert hast. Du bist derselbe wie sie! Du hast unter dem Deckmantel eines Tyrannen gelebt.“ Alejandro, Jaime und Sara besteigen ein Schiff und verlassen Tocopilla.

## Produktion
The Dance of Reality ist der erste Spielfilm, den der Regisseur nach The Rainbow Thief (1991) nach einer Pause von 22 Jahren drehte. Spielorte des Films sind Städte und Regionen Chiles, Santiago de Chile, Tocopilla, wo der Regisseur seine Kindheit verbrachte, und die Región de Antofagasta. Die Filmmusik komponierte Adán Jodorowsky (* 1979), ein Sohn des Regisseurs. Jodorowskys Frau, Pascale Montandon, schuf die Kostüme und drei seiner Söhne übernahmen Rollen in dem Film.

### Postproduktion
Der Film verbindet Jodorowskys persönliche Geschichte mit Metaphern, Mythologie und Poesie und spiegelt die Ansicht des Regisseurs wider, dass die Realität nicht objektiv ist, sondern vielmehr ein „Tanz“, der von unserer Vorstellungskraft geschaffen wird: „Die Geschichte meines Lebens ist ein ständiger Versuch, die Vorstellungskraft und ihre Grenzen zu erweitern“, um sein therapeutisches und transformatives Potenzial zu erfassen. Eine aktive Vorstellungskraft ist der Schlüssel zu einer so weitreichenden Vision: Sie betrachtet das Leben aus Blickwinkeln, die nicht unsere eigenen sind, und stellt sich andere Bewusstseinsebenen vor, die unseren eigenen überlegen sind.

## Veröffentlichung
Premiere des Films war am 18. Mai 2013 in Cannes in der Reihe Cannes Directors' Fortnight. Die Deutschlandpremiere fand am 29. Juni 2013 in Münchener Filmfest statt.
Der Film hatte sein US-Debüt beim South by Southwest Festival im März 2014. In Deutschland wurde The Dance of Reality am 13. Mai 2021 als Video-on-Demand beim Streamingdienst Mubi veröffentlicht.

## Rezeption
Im Januar 2013 erklärte Jodorowskys Sohn Brontis, der Film unterscheide sich „sehr von den anderen Filmen, die er gemacht habe“. 
Der Film verbindet Jodorowskys persönliche Geschichte mit Metaphern, Mythologie und Poesie und spiegelt die Ansicht des Regisseurs wider, dass die Realität nicht objektiv sei, sondern vielmehr ein „Tanz“, der von unserer Vorstellungskraft geschaffen wird: „Die Geschichte meines Lebens ist ein ständiger Versuch, die Vorstellungskraft und ihre Grenzen zu erweitern“, um sein therapeutisches und transformatives Potenzial zu erfassen. Jodorowsky äußerte seine Ambivalenz gegenüber der Filmindustrie und deren Fokus auf Geldverdienen und behauptete, er wolle bei der Herstellung dieses Films kein „Geld verdienen, sondern Geld verlieren“ und forderte, dass er ausschließlich durch Spenden finanziert werde.
Der Film gewann vier Filmpreise und wurde für sieben weitere nominiert.

### Kritik
Marc Kerman vom Guardian vergleicht den Film mit Fellinis Amarcord und Guy Maddins My Winnipeg und gibt ihm vier von fünf möglichen Sternen.
Stephen Dalton vom Hollywood Reporter berichtet von der Premiere in Cannes, wo der Film tosenden Beifall erhalten habe, hat aber seine Bedenken, ob diese „hochstilisierten, magisch-realistischen Erinnerungen“ des chilenischen Regisseurs nicht die Geduld von Zuschauern außerhalb des Festivals strapazieren werde. Auch er zieht Parallelen zu Fellini, Bergman, Peter Greenaway. Sein Fazit jedoch lautet: „Durchtränkt mit einer Sirup-Karnevalsmusik und reich an theatralischer Artistik fühlt er [der Film] sich an, wie Monty Python ohne Witz. Ein eigenartiger Rückgriff auf eine ziemlich schamlose und zügellose Ära des Autorenkinos, ist er [der Film] zu übertrieben bizarr, als dass man ihn nicht ansehen könnte, aber anderseits viel zu selbstverliebt und stilistisch monströs (clunky) für eine allgemeine emotionale Resonanz. Der große Hexenmeister (Grand Wizzard) der Midnight Movies hat immer noch seinen Elan, aber es ist fraglich, ob irgendjemand ihm auf den Tanzboden folgen möchte“.